# 约努茨·格奥尔基
约努茨·格奥尔基（羅馬尼亞語：Ionuț Gheorghe，1984年2月29日—），罗马尼亚男子拳击运动员。他曾代表罗马尼亚参加2004年和2008年夏季奥林匹克运动会拳击比赛，其中2004年奥运会获得一枚铜牌。